# Alex Padilla
Alejandro Padilla, detto Alex (Los Angeles, 22 marzo 1973), è un politico statunitense, senatore per lo stato della California dal 2021. In precedenza, Padilla ha ricoperto l'incarico di Segretario di Stato della California dal 2015 al 2021.

## Biografia
Nato a Los Angeles, Padilla è uno dei tre figli di Santos e Lupe Padilla, entrambi emigrati dal Messico, precisamente da Jalisco e Chihuahua, prima di incontrarsi e sposarsi a Los Angeles. È cresciuto a Pacoima, Los Angeles, e si è diplomato alla San Fernando High School nel nord-est della San Fernando Valley. Si è laureato in ingegneria meccanica presso il Massachusetts Institute of Technology (MIT) nel 1994. 
Dal 2015 al 18 gennaio 2021 ha ricoperto il ruolo di Segretario di Stato della California. Membro del Partito Democratico, rassegna le sue dimissioni da tale carica in quanto dal 20 gennaio 2021 ricopre il ruolo di Senatore per la California, ricoprendo il seggio di Kamala Harris, diventata vicepresidente degli Stati Uniti. Si tratta del primo uomo a ricoprire la carica di senatore per la California dal 1993, quando Barbara Boxer è subentrata ad Alan Cranston. Prima di questo è stato senatore del Senato statale della California per il 20º distretto dal 2006 a 2014 quando si è dimesso per diventare segretario dello stato; prima ancora è stato membro e presidente del Los Angeles City Council.
Padilla è considerato un democratico moderato secondo gli standard della California, ma lui si autodefinisce tecnocratico.
Il 12 giugno 2025 viene arrestato ed allontanato dalla conferenza stampa della segreteria della sicurezza Kristi Noem.

## Vita privata
Padilla ha sposato Angela Monzon nel 2012. Hanno tre figli e vivono nel quartiere Porter Ranch della San Fernando Valley.